# Геллер, Максим
Макс(им) Геллер (ивр. מקס גלר‎; род. 20 апреля 1971, Минск) — израильский борец вольного стиля, призёр чемпионата Европы, участник Олимпийских игр 1992 года в Барселоне.

## Биография
Геллер — по национальности еврей, родился в Минске, Белорусская ССР, СССР. Он совершил алию (иммигрировал из Советского Союза в Израиль) в конце 1980-х. Является воспитанником тель-авивского спортивного клуба «Хапоэль» . В 1990 и в 1991 году он становился чемпионом Израиля. В мае 1991 года в финале чемпионата Европы в немецком Штутгарте он уступил хозяину ковра Георгу Швабенланду и стал серебряным призером в весовой категории до 68 кг. В мае 1992 года на чемпионате Европы в венгерском Капошваре в весовой категории до 68 кг Геллер занял 7-е место. В августе 1992 года на Олимпийских играх в Барселоне в первом раунде одолел кубинца Хесуса Родригеса, во втором раунде уступил турку Фатиху Озбашу, в третьем раунде в схватке против венгра Эндре Элекеша оба спортсмена были дисквалифицированы за пассивность, в итоге занял 11 место.

## Спортивные результаты
- Чемпионат Израиля по вольной борьбе 1990 — ;
- Чемпионат Израиля по вольной борьбе 1991 — ;
- Чемпионат Европы по борьбе 1991 — ;
- Чемпионат мира по борьбе 1991 — 19;
- Чемпионат Европы по борьбе 1992 — 7;
- Олимпийские игры 1992 — 11;
- Чемпионат Европы по борьбе 1993 — 5;
- Чемпионат Европы по борьбе 1994 — 11;
- Чемпионат мира по борьбе 1994 — 11;